# هربرت بولت
هربرت بولت (بالإنجليزية: Herbert Bolt)‏ هو لاعب دوري الرغبي أسترالي، ولد في 1893 في نيوتاون ‏ في أستراليا، وتوفي في 1916 في فلوبايكس في فرنسا.